# Requiem op Haïti

De ligging van Haïti in Midden-Amerika.

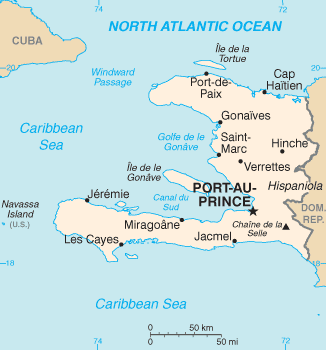
Detailkaart van Haïti.

Requiem op Haïti is een spionageroman van auteur Gérard de Villiers en het 24e deel uit de S.A.S.-reeks met als protagonist de Oostenrijkse prins en freelance CIA-agent Malko Linge.

## Het verhaal
Op Haïti sterft dictator François “Papa Doc” Duvalier en wordt opgevolgd door zijn zoon Jean-Claude “Baby Doc” Duvalier. Deze zet het schrikbewind van zijn vader voort met behulp van de geheime politie en militie Tonton Macoute.
De Cubanen willen er een communistisch bewind vestigen. De Verenigde Staten willen er een democratisch land vestigen dat als voorbeeld kan dienen voor andere landen in Midden-Amerika en Zuid-Amerika.
De CIA geeft Malko de opdracht een staatsgreep in Haïti voor te bereiden. Helaas voor Malko is de lokale bevolking slecht georganiseerd, ongetraind in de omgang met wapens en zeer bijgelovig. Daarnaast heerst er onder de bevolking een hoge werkloosheid waardoor verraad voor extra geld altijd op de loer ligt en de Vodou-religie een belangrijke plaats in het maatschappelijk leven inneemt.

## Personages
- Malko Linge, een Oostenrijkse prins en CIA-agent
- John Riley, een zendeling werkzaam op Haïti